# Лефортово (станция метро)
«Лефо́ртово» — станция Московского метрополитена на Большой кольцевой линии. Расположена в районе Лефортово (ЮВАО), по которому и названа. Открытие состоялось 27 марта 2020 года в составе участка «Лефортово» — «Косино». С момента открытия и по 16 февраля 2023 года станция функционировала в составе Некрасовской линии.
Колонная двухпролётная станция мелкого заложения с одной островной платформой.

## Проектирование

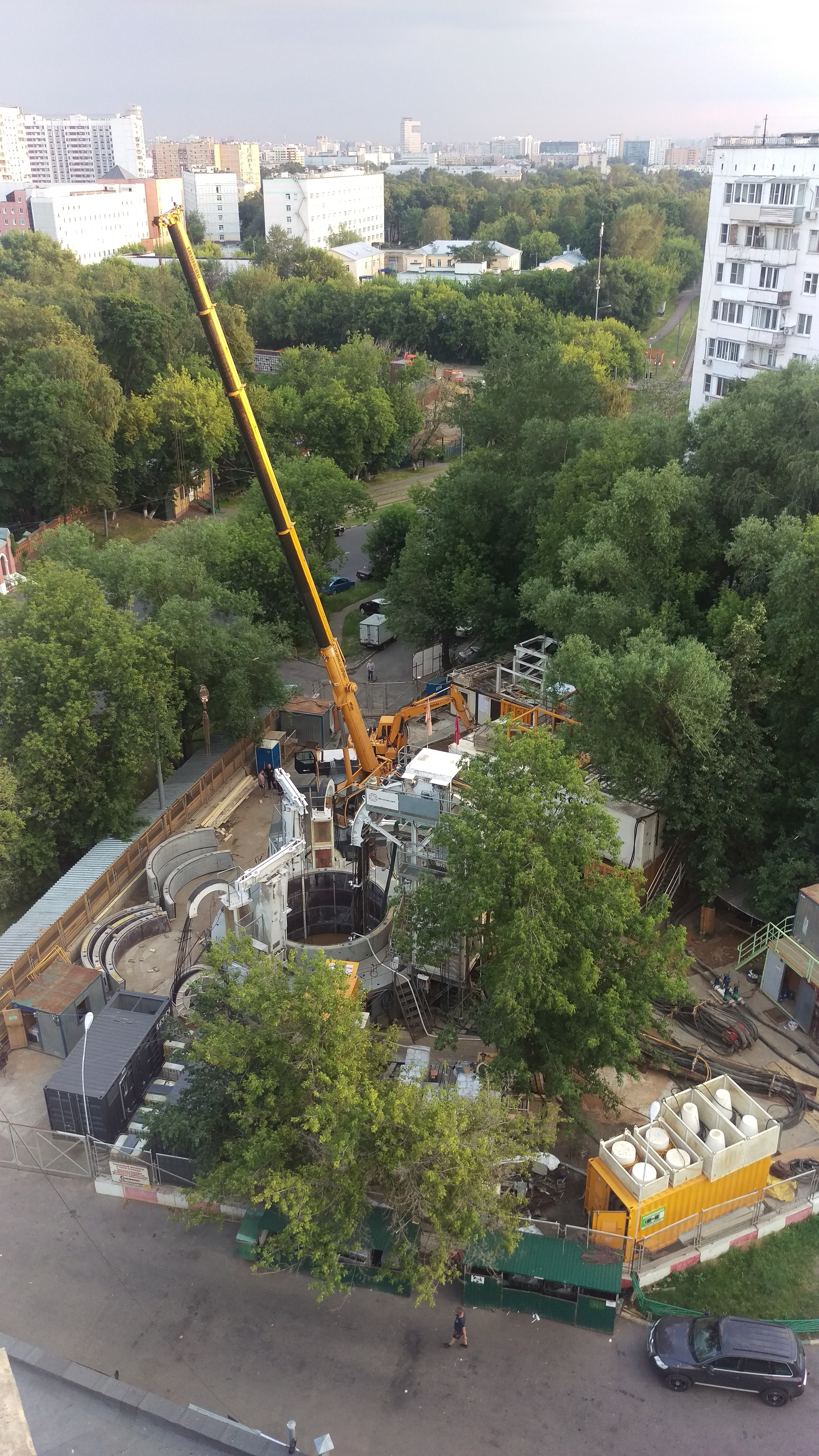
Строительство участка БКЛ «Электрозаводская» — «Лефортово» на улице Госпитальный Вал.

Проект планировки участка линейного объекта метрополитена проектируемой линии Третий пересадочный контур от проектируемой станции «Савёловская» до станции «Авиамоторная» в районе Лефортово (размещение станций метро «Авиамоторная» и «Лефортово») подготовлен ГУП «НИиПИ Генплана Москвы» в соответствии с распоряжением Правительства Москвы от 28 июня 2011 года № 486-РП «О реализации первоочередных мер по развитию метрополитена и разработке проектов планировки объектов транспортной инфраструктуры» по заказу Москомархитектуры.
Генеральный проектировщик и генеральный подрядчик по строительству — АО «Мосинжпроект».

## Строительство
- В конце августа 2016 года тоннелепроходческий механизированный комплекс (ТПМК) «Анастасия» начал проходку правого перегонного тоннеля расстоянием 1150 м до станции «Лефортово»[10].
- В середине октября 2016 года щит «Альмира» начал проходку левого тоннеля. Из-за сложных гидрогеологических условий частично приходилось замораживать грунт для завершения строительства демонтажного котлована[10].
- В середине августа 2017 года завершена проходка правого тоннеля до станции метро. Разрабатывается котлован станции, заканчивается вынос инженерных коммуникаций, идут работы по устройству площадки для монтажа тоннелепроходческого щита в сторону станции «Авиамоторная»[10].
- В середине сентября 2017 года начата проходка левого перегонного тоннеля между станциями «Лефортово» и «Авиамоторная»[11]. Проходка правого перегонного тоннеля от станции «Лефортово» в сторону «Авиамоторной» началась в середине октября 2017 года[12]. Длина участка — примерно 1,3 км[2].
- В декабре 2017 года завершена разработка котлована для станции, идёт подготовка к началу бетонирования её основания[2].
- В начале января 2018 года был завершён этап земляных работ на месте будущей станции. Теперь строители приступают к бетонированию основания станции[13].
- К концу мая 2018 года было готово 30 % основных конструкций станции[1][нет в источнике].
- 31 июля 2018 года: завершено сооружение правого перегонного тоннеля от станции «Лефортово» в сторону «Авиамоторной»[14]. Проходка левого перегонного тоннеля завершилась 8 августа 2018 года[15].
- 4 февраля 2019 года: закончено устройство котлована для строительства вестибюля станции[16].
- 21 мая 2019 года: завершилась отделка пола на платформе станции, при отделке использовались два вида гранита: светлый сибирский и чёрный габбро-диабаз[17].
- По состоянию на 23 сентября 2019 года: выполнено 90 % основных строительно-монтажных работ, готовность станции в целом оценивалась в 70 %[18].
- 19 декабря 2019 года: пройдена проверка станции и прилегающих тоннелей на габарит[19].
- 23 декабря 2019 года: технический поезд проехал от станции «Авиамоторная» до станции «Лефортово» Большой кольцевой линии (БКЛ)[20].
- Начало 2020 года — пусконаладочные работы[7].
- 27 марта 2020 года — открыта для пассажиров.
- С 17 по 19 февраля 2023 года станция закрыта с целью подключения участка Некрасовской линии от «Электрозаводской» до «Нижегородской» к Большой кольцевой линии[21].

## Расположение и вестибюли
Станция расположена на востоке Москвы, в одноимённом районе. Первоначально предполагалось, что станция будет построена вдоль Солдатской улицы, между пересечениями с 1-м Краснокурсантским проездом и Каменнослободским переулком. На станции было запроектировано два вестибюля, связанные с платформой эскалаторами. По настоянию жителей района проект был изменён, и станция стала располагаться на пересечении Солдатской и Наличной улиц, на территории сквера у кинотеатра «Спутник». Учитывая плотность застройки, у неё имеется один выход — на Наличную улицу, к жилым домам и остановкам общественного транспорта, а подземный вестибюль расположен под спортивной площадкой между Наличной улицей и кинотеатром «Спутник». Второй вестибюль построен лишь в качестве эвакуационного выхода.
На базе станции будет организован транспортно-пересадочный узел районного значения. В него войдут автобусные и трамвайные остановки, связанные с вестибюлем станции метро подземным пешеходным переходом. В ходе реализации проекта ТПУ «Лефортово» будет также благоустроен сквер у кинотеатра «Спутник».

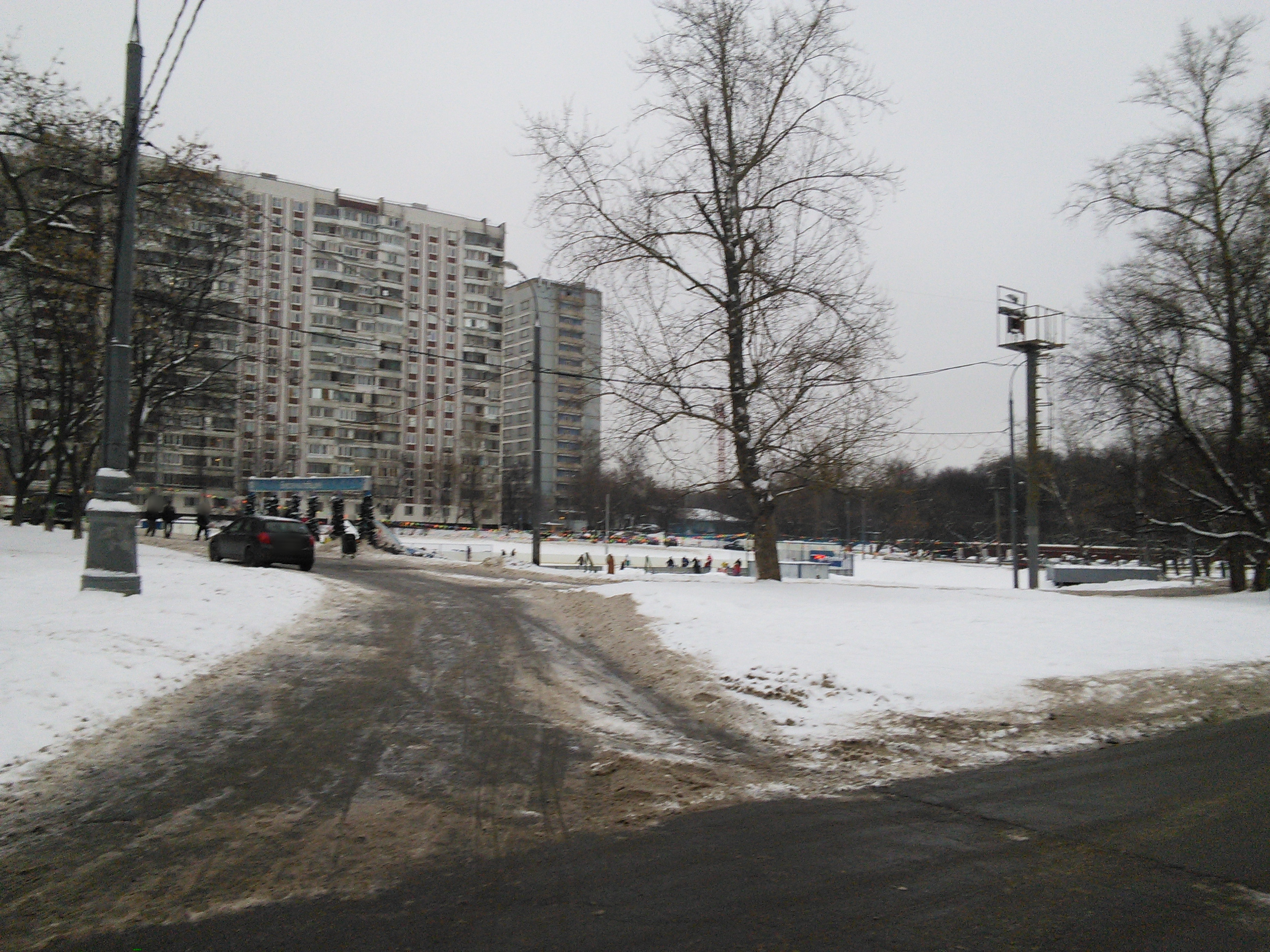
Спортивная площадка на месте станции перед началом строительства (2015)
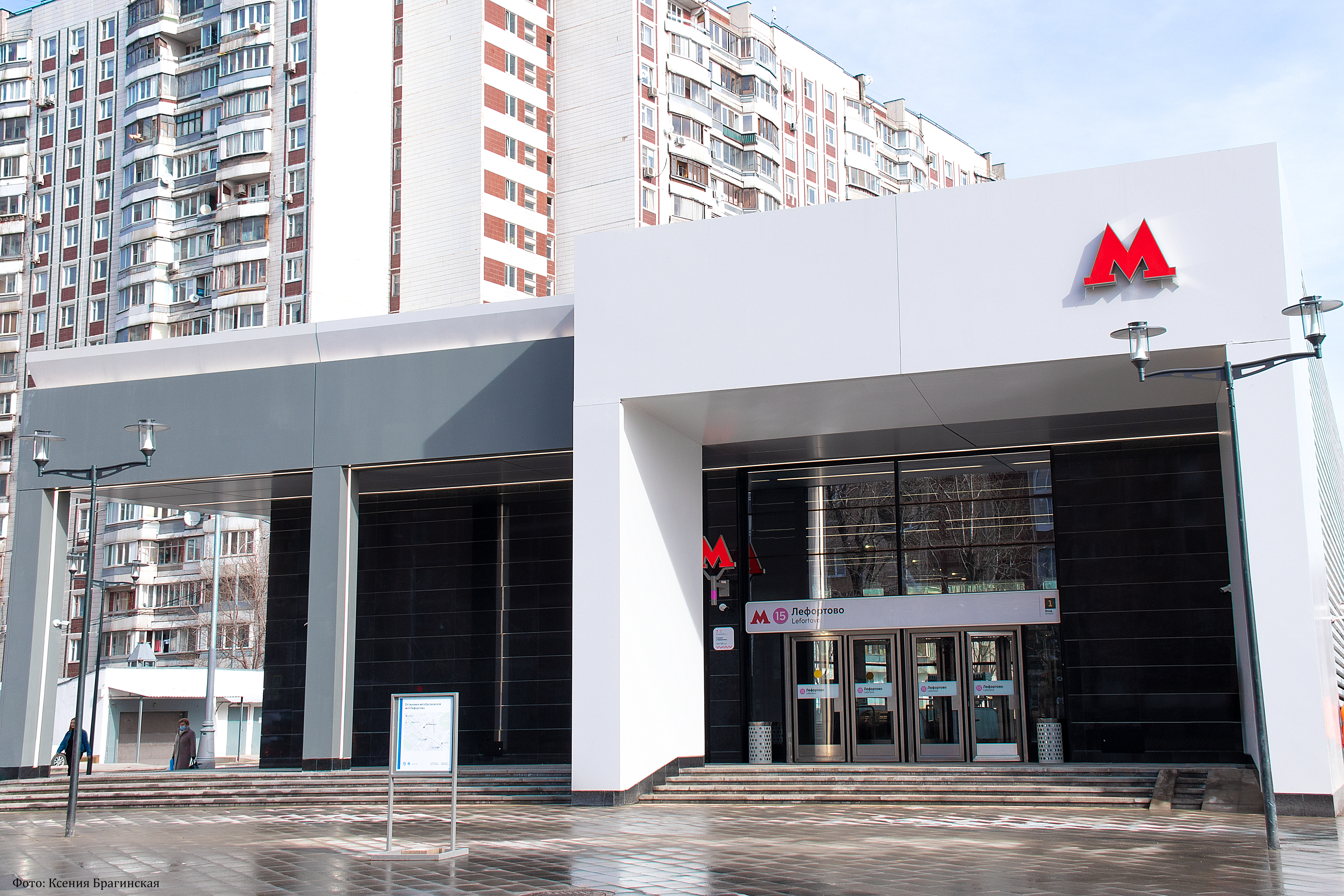
Наземный вестибюль, вход
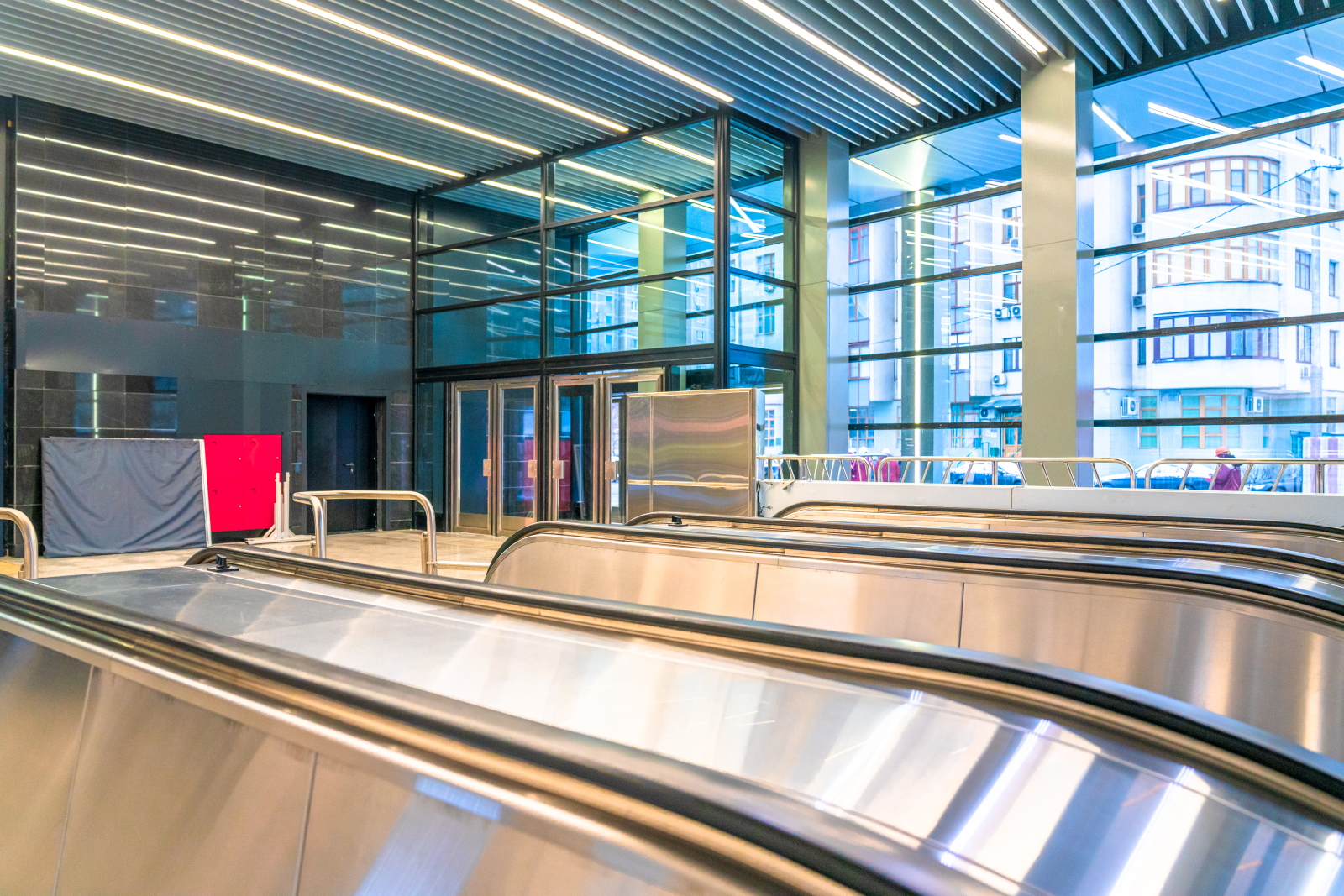
Эскалаторы и интерьер наземного вестибюля
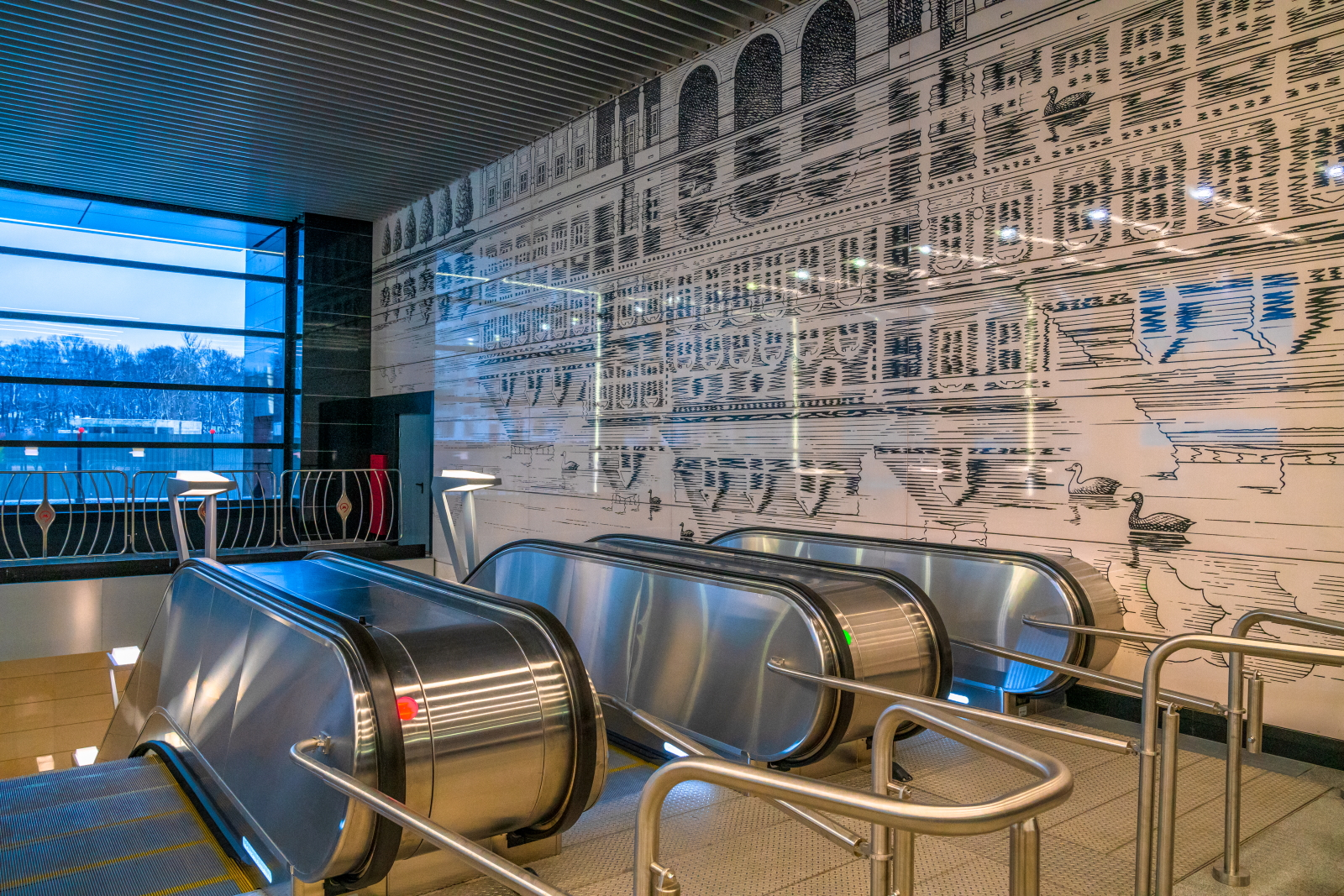
Эскалаторы и интерьер наземного вестибюля
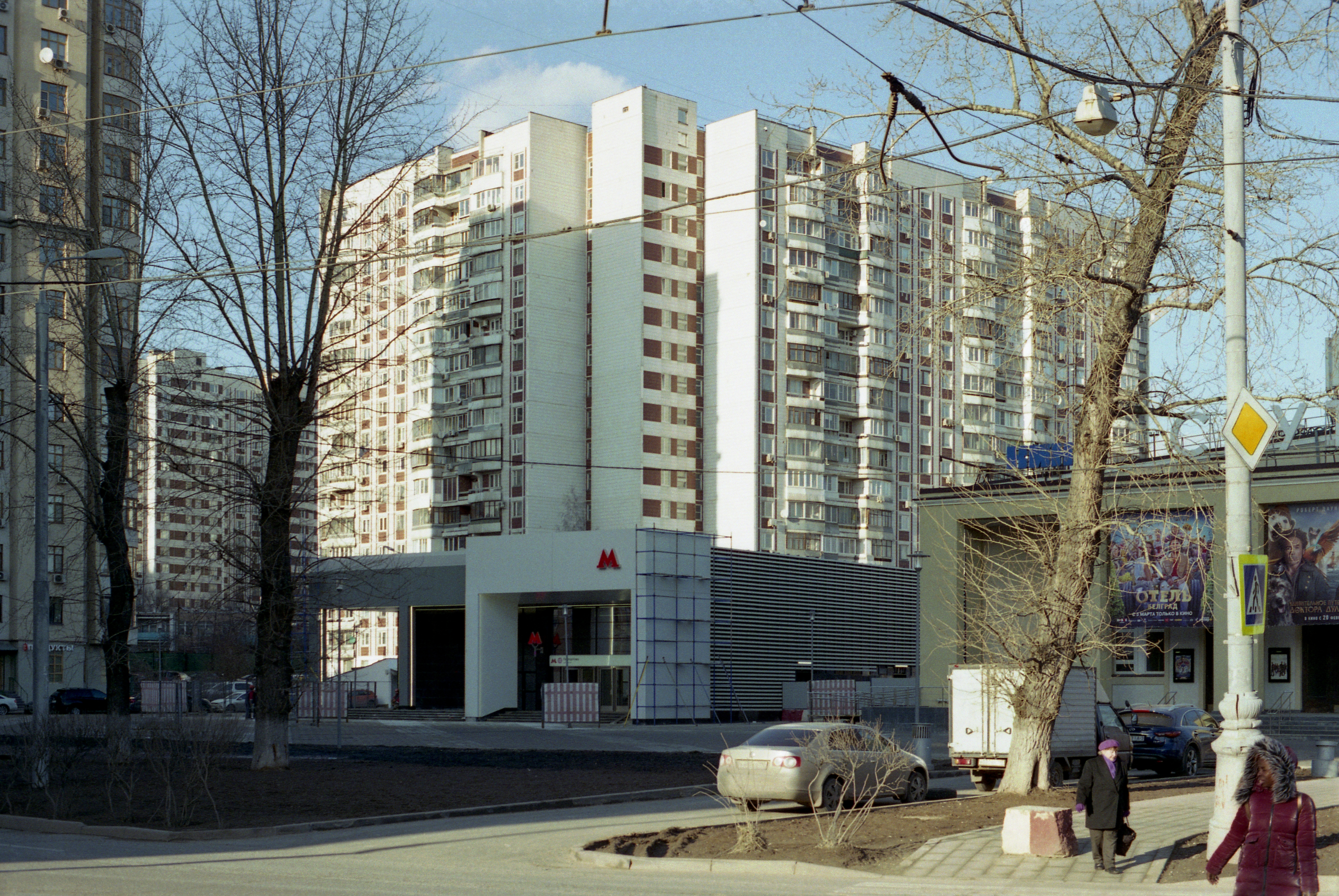
Общий вид вестибюля и площадки
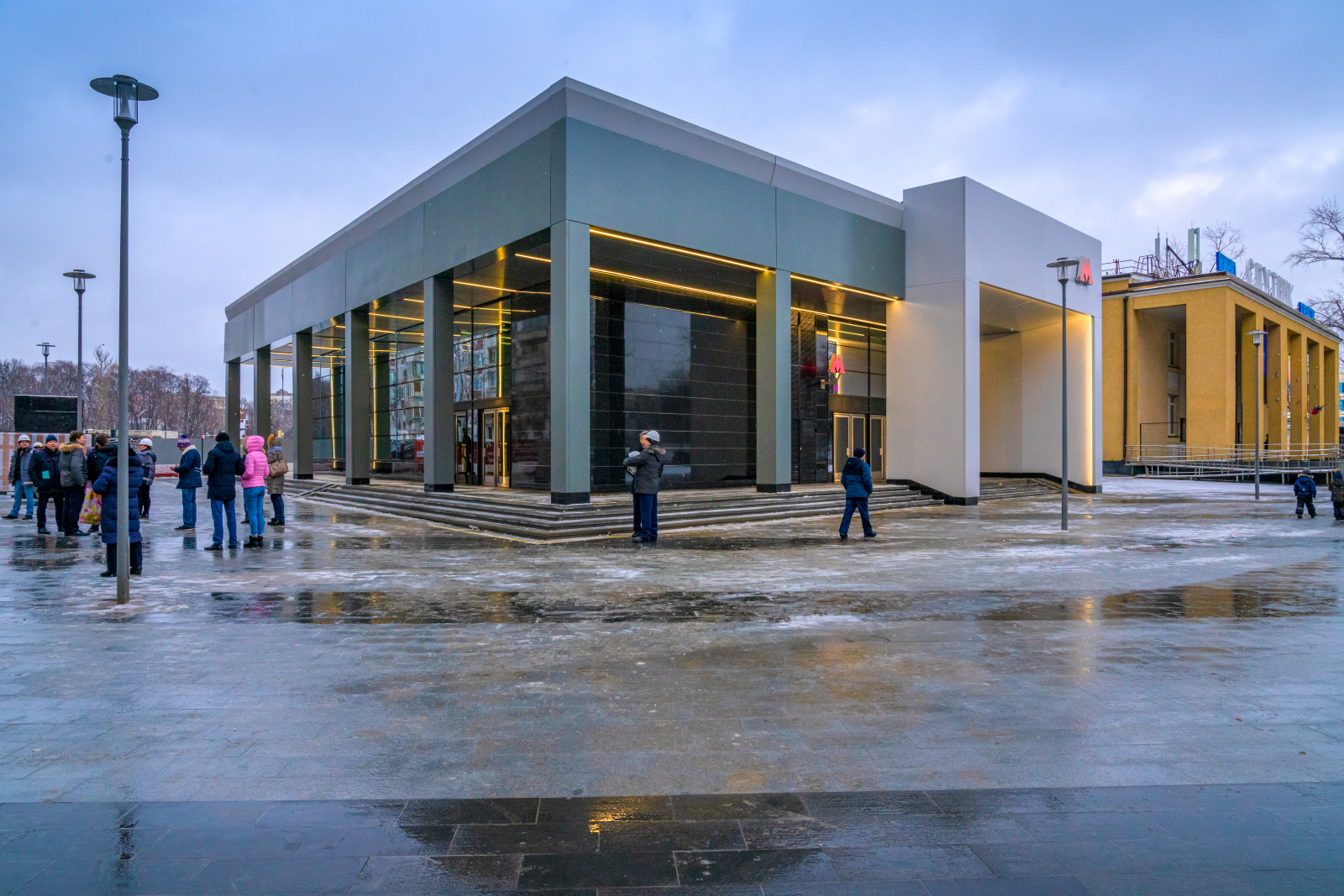
Наземный вестибюль, выход и вход

## Архитектура и оформление
Колонная двухпролётная станция мелкого заложения с одной платформой островного типа. Оснащена восемью эскалаторами и тремя лифтами для маломобильных пассажиров.
Станция «Лефортово» построена по типовому проекту, как и большинство других станций первой и второй очереди Большой кольцевой линии, отличается она в основном лишь деталями и цветовым оформлением. При отделке станции использовался белый мрамор, светло-серый сибирский и чёрный (габбро-диабаз) гранит, фибробетон и алюминиевые панели. Колонны облицованы плитками чёрного и белого цвета. Пол станции освещается светодиодными лампами.
Архитектурно-художественное решение станции связано с историей района Лефортово времен Петра I. Интерьеры станции стилизованы под старинные гравюры того времени, рубежа ХVII-XVIII веков. Монохромные тематические рисунки в кассовом зале и вестибюле напоминают о богатом историческом наследии района. При художественном оформлении были использованы как традиционная роспись, так и плоттерная печать на металле. Стены наземного вестибюля украшает чёрно-белое декоративное панно общей площадью 92,16 м², также стилизованное в традициях гравюры XVIII века и представляющее собой панорамное изображение Лефортовского дворца, отражающееся в водной глади реки Яузы. Концепция панно была разработана архитектором Л. Борзенковым и народным художником РФ, академиком А. И. Рукавишниковым.
Потолок над вестибюлем с турникетами украшен панно с изображением фамильного герба семьи Лефорта.

Декор станции
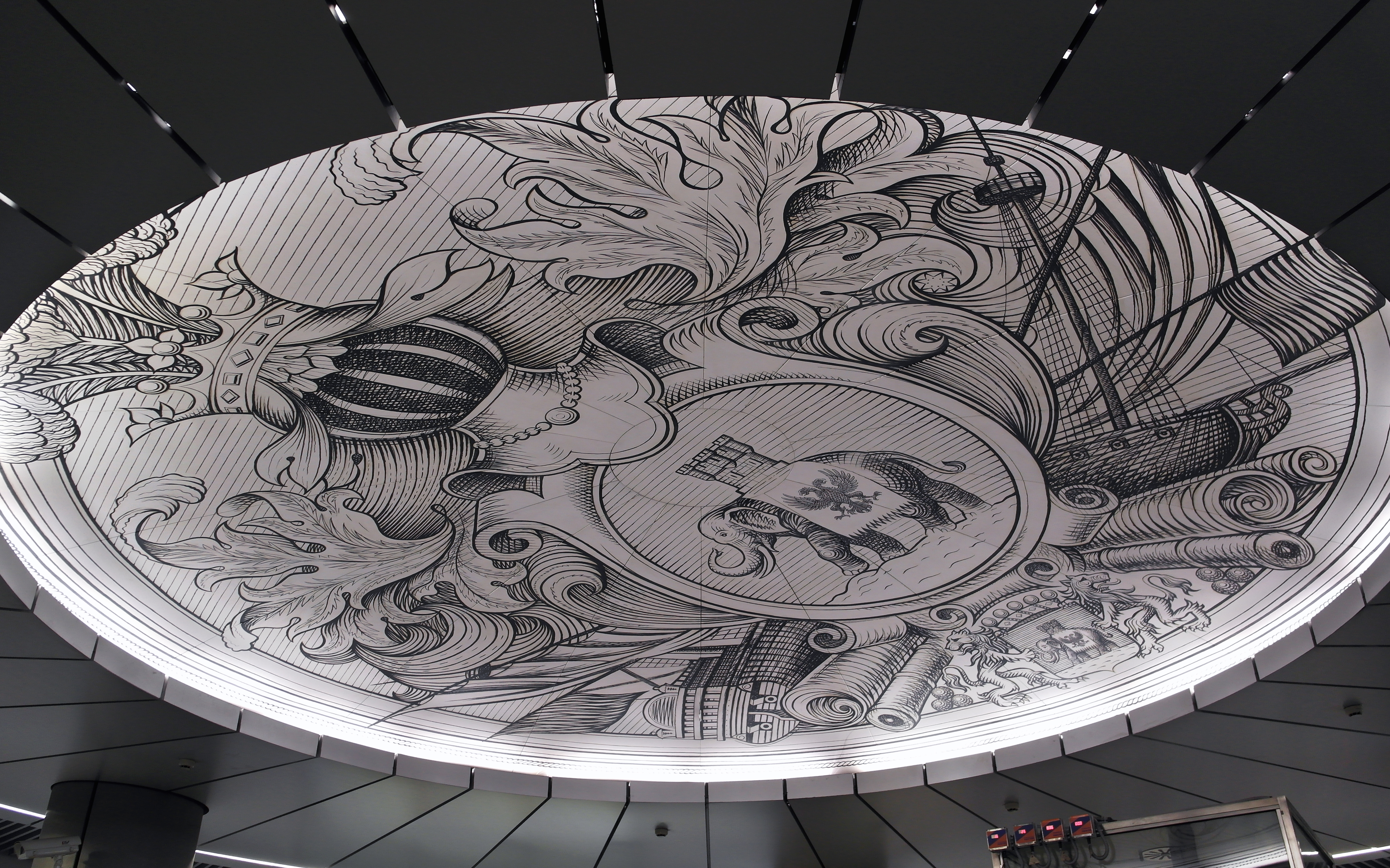
Потолок эскалаторного наклона
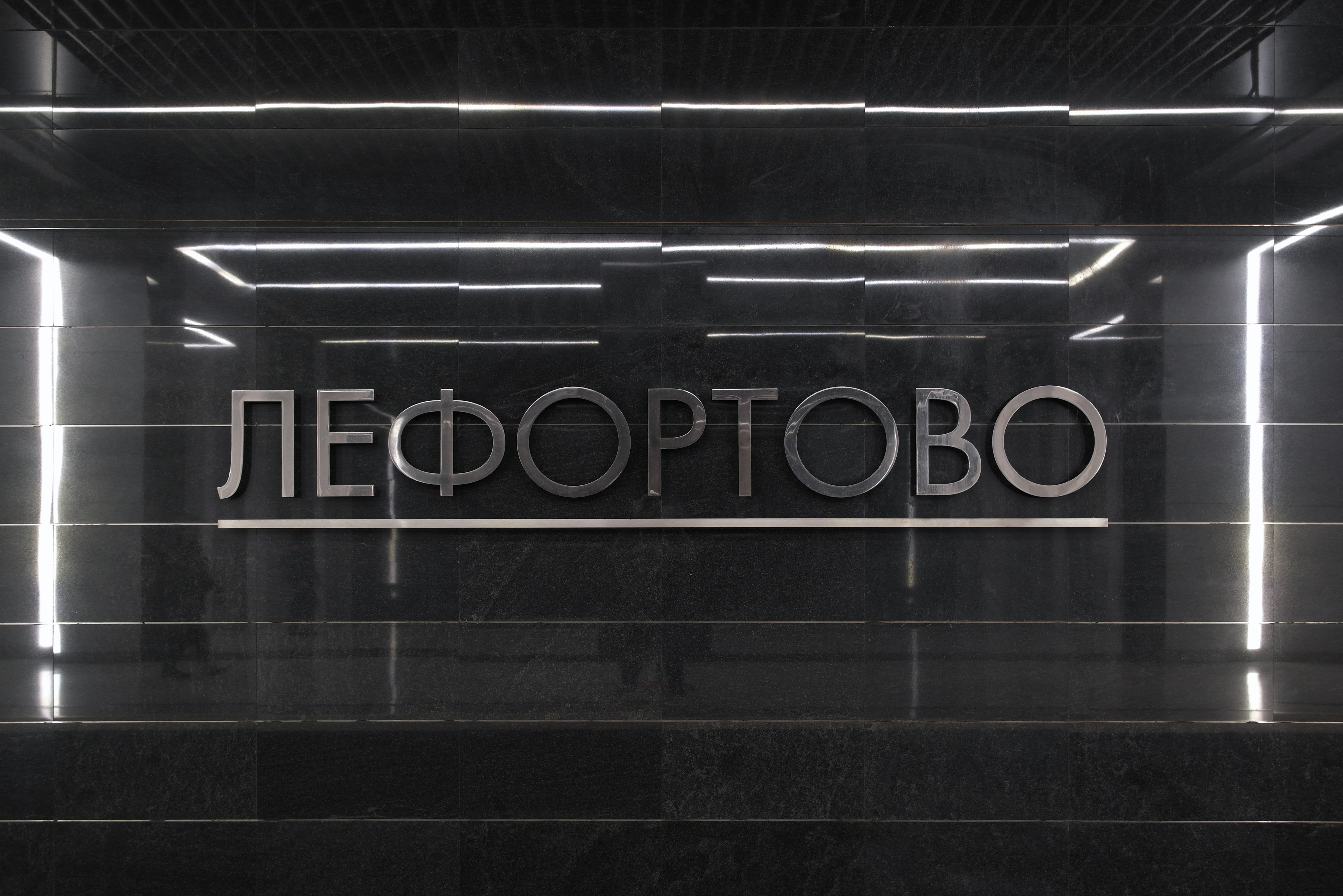
Название станции на путевой стене
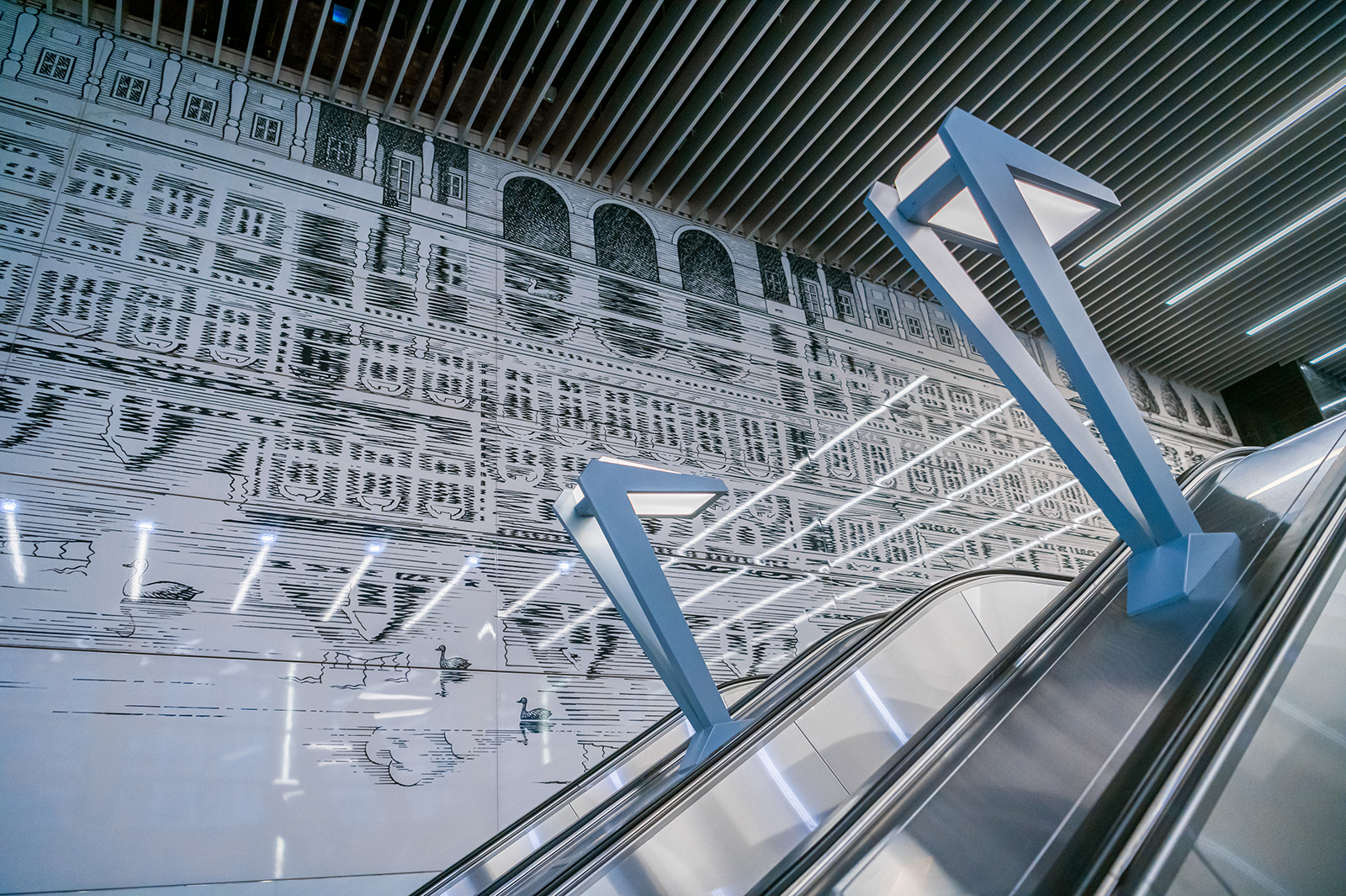
Наземный вестибюль

Проход к станции
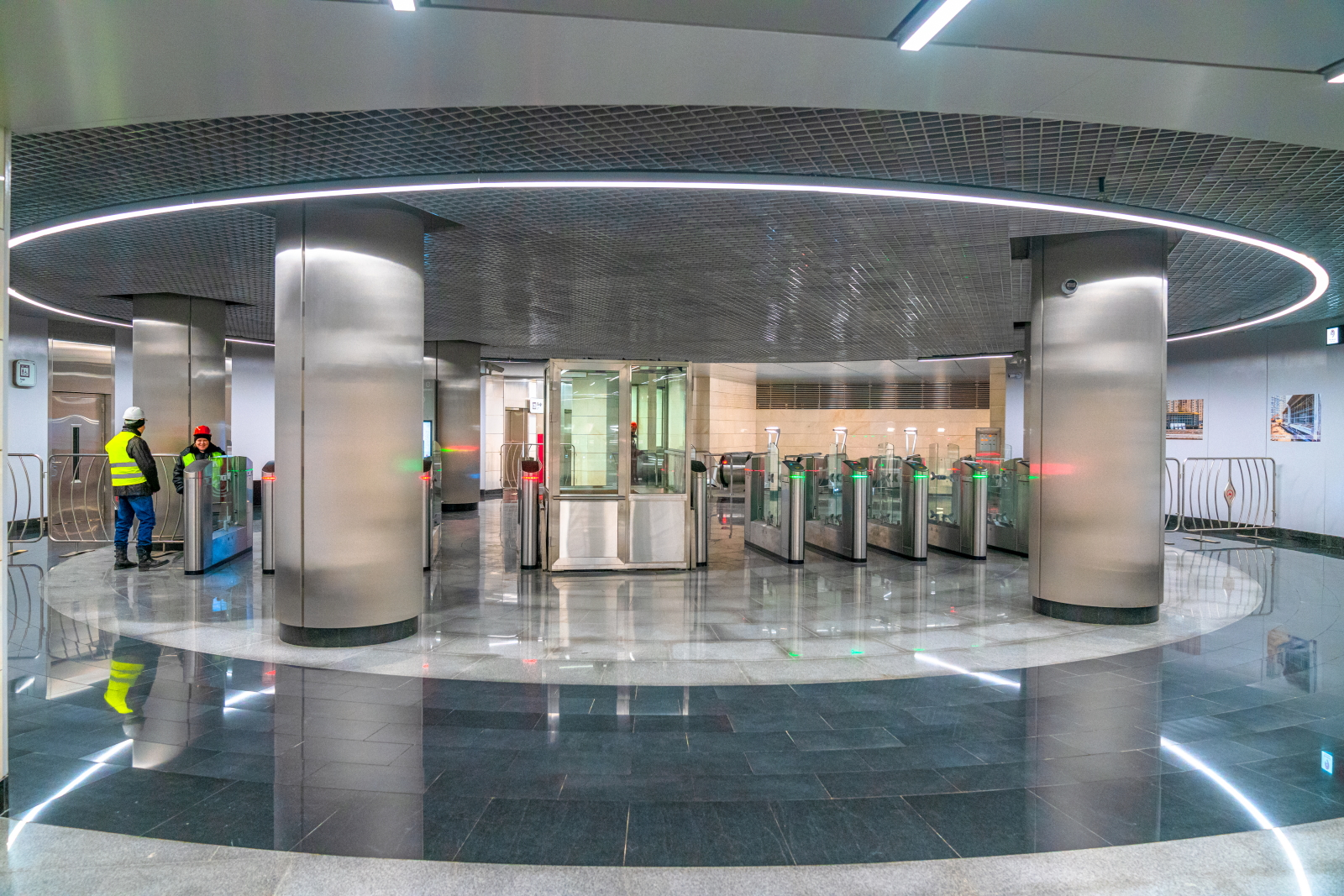
Подземный вестибюль с турникетами
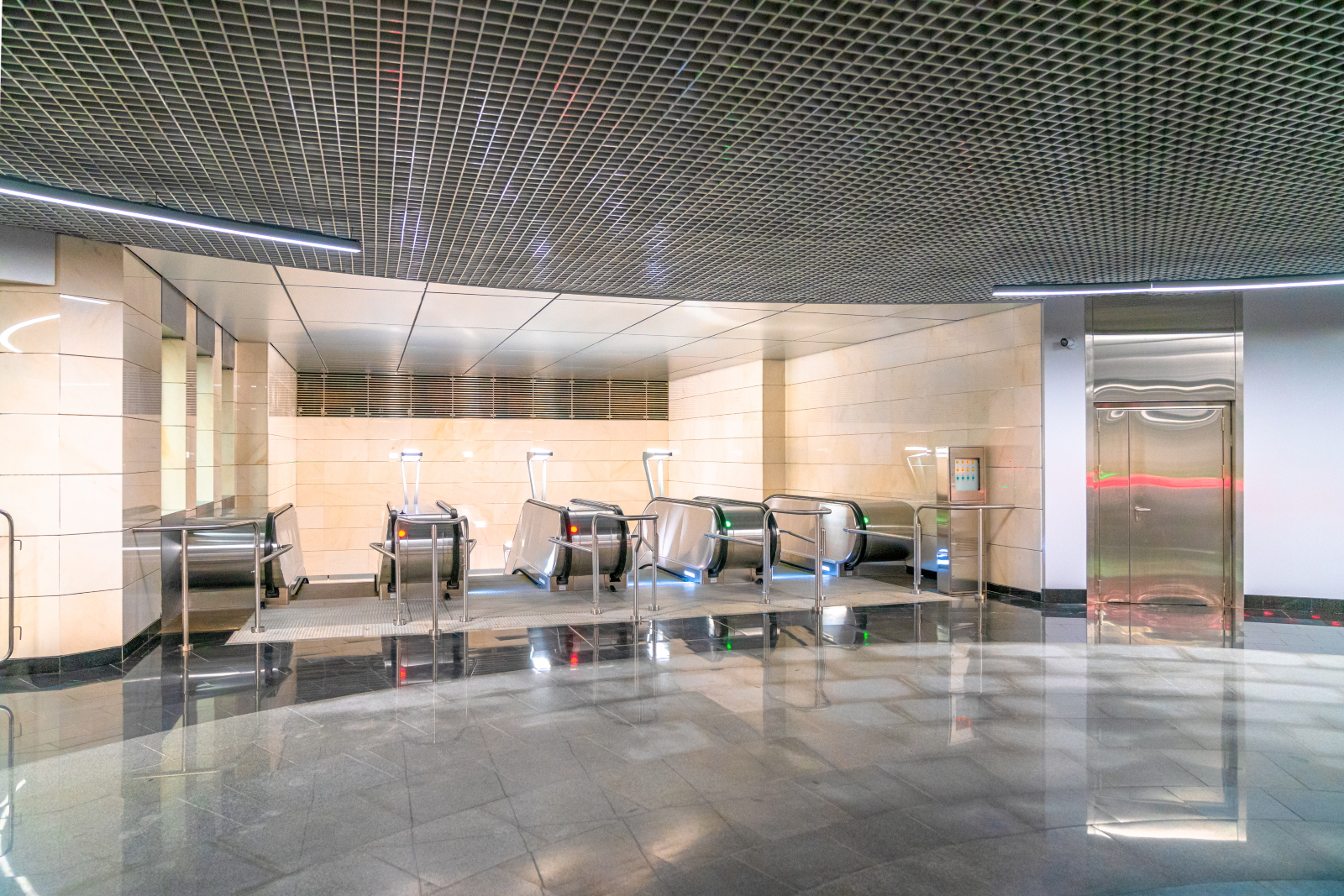
Эскалаторы подземного вестибюля
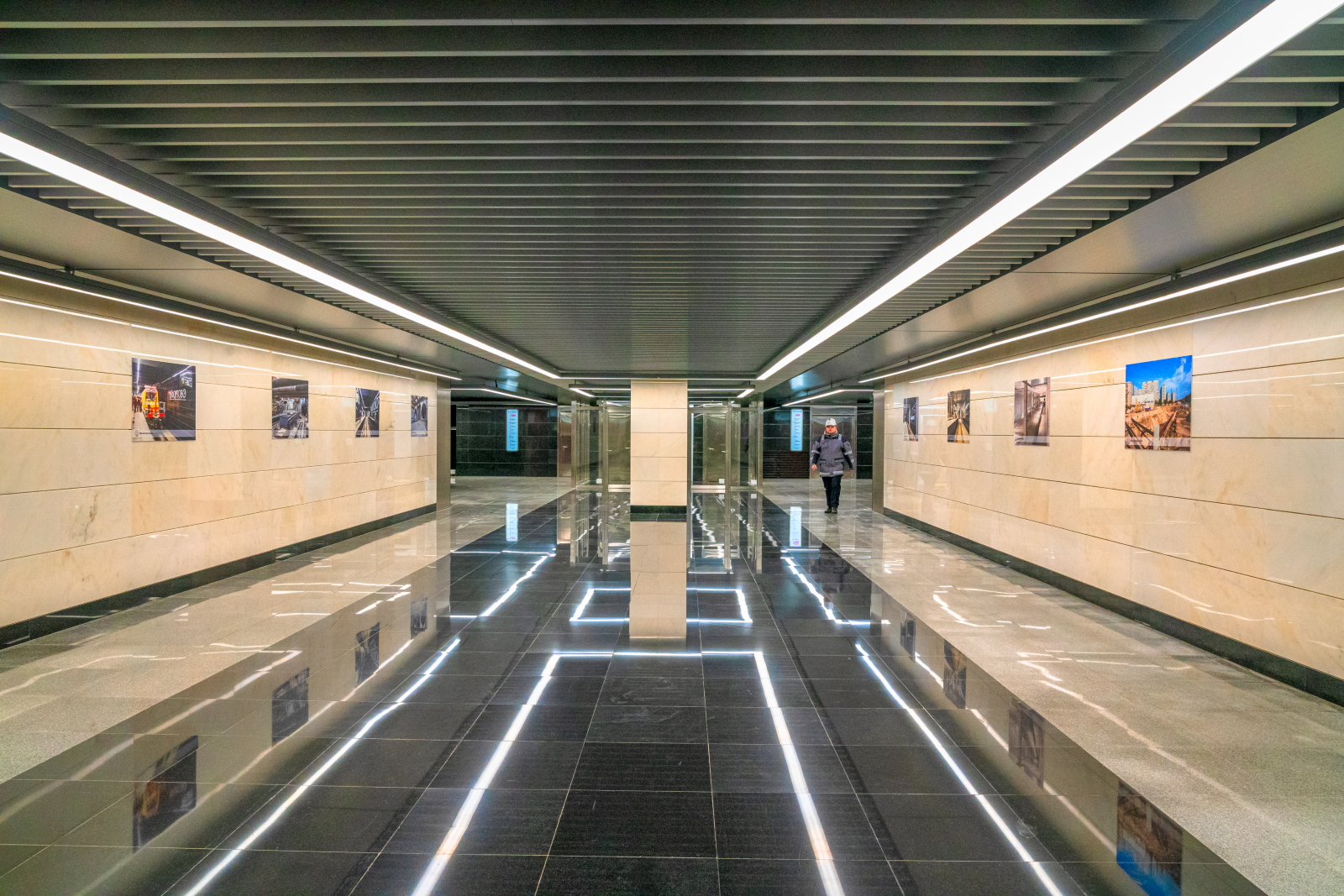
Коридор от эскалаторов к путевому залу станции

Станционный зал
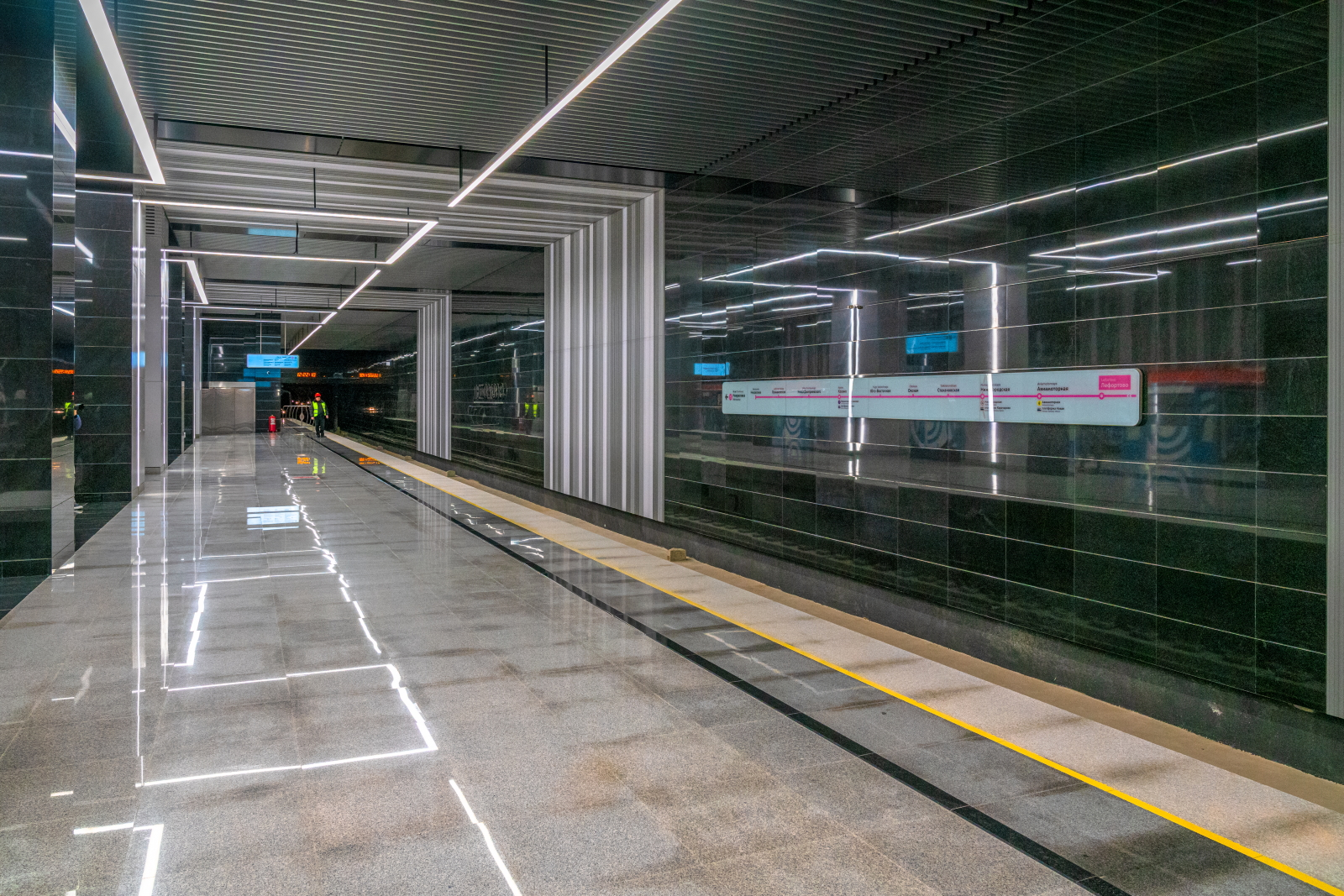
Платформа и стена станции
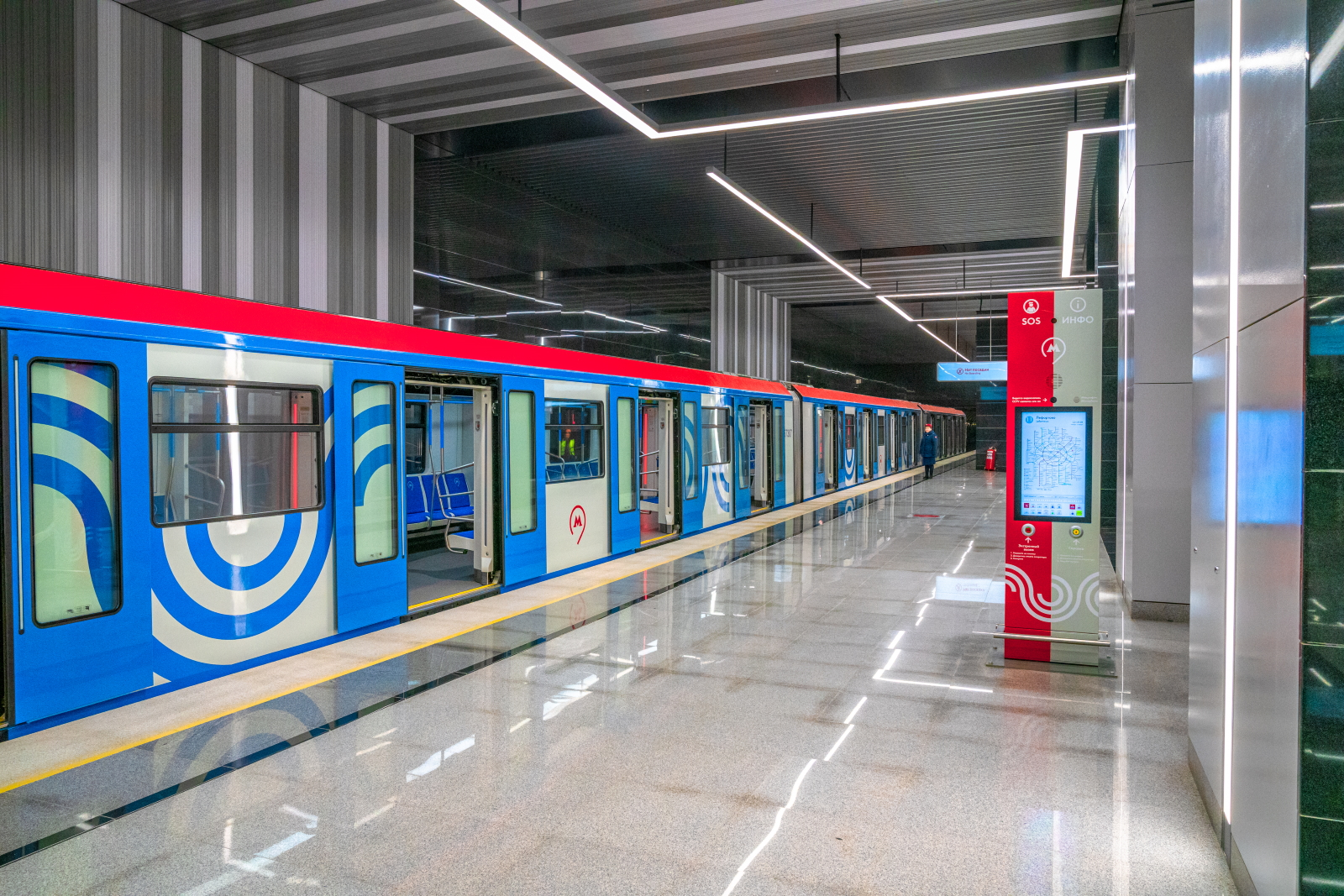
Платформа и электропоезд 81-765 «Москва»
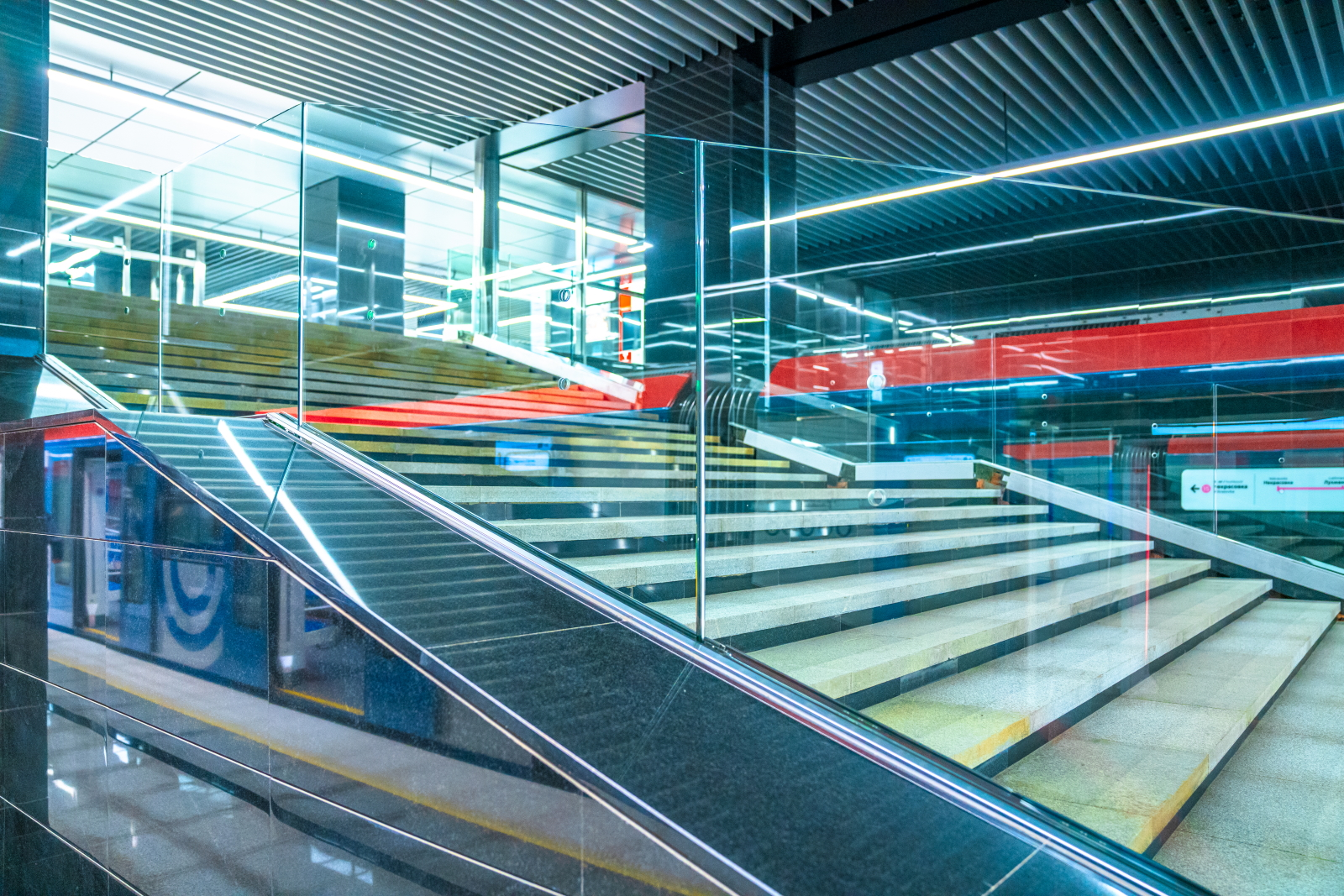
Лестница на платформу

## Наземный общественный транспорт
На этой станции можно пересесть на следующие маршруты городского пассажирского транспорта:
- Автобусы: с636
- Трамваи: 32, 46